# Hearts of Iron IV
Hearts of Iron IV (в переводе с англ. — «Железные сердца IV»; в русской версии упоминается под названием «День Победы IV»; сокр. HoI IV) — компьютерная игра в жанре глобальной стратегии, разработанная шведской студией Paradox Development Studio и изданная компанией Paradox Interactive. Релиз игры состоялся 6 июня 2016 года.
Игра получила положительные оценки от критиков, хотя многие из них отмечают проблемы с интерфейсом и высокий порог вхождения.

## Игровой процесс
Hearts of Iron IV — продолжение Hearts of Iron III и четвёртая игра из серии видеоигр Hearts of Iron. Как и предыдущие игры серии, Hearts of Iron IV фокусируется на Второй мировой войне. Игрок может взять под своё правление любое государство на Земле, существовавшее во время одного из сценариев, и привести его к победе или поражению в войне против других государств либо вовсе воздержаться от вступления в войну.
Игра охватывает период Второй итало-эфиопской войны, Гражданской войны в Испании, Гражданской войны в Китае, Второй японо-китайской войны, Зимней войны, Второй мировой войны, Перуано-эквадорской войны, начала Холодной войны.
В игре существуют два сценария — две отправные точки: 1 января 1936 года и 14 августа 1939 года — и два пути развития игры: неисторический (страны будут выбирать какой-либо путь из доступных) и исторический (страны будут следовать исторической хронологии).
Отличительной особенностью игры являются национальные фокусы. Продвигаясь по дереву национальных фокусов, игрок получает национальный дух, дающий определённые бонусы для страны, либо помощь в промышленности или исследованиях, либо цель войны против другой страны. Некоторые фокусы взаимоисключающие. Крупные державы (СССР, Франция, Германский рейх, Италия, Великобритания, США, Япония) имеют собственные уникальные деревья фокусов. Покупаемые и иногда бесплатные дополнения добавляют уникальные деревья также для второстепенных стран. Но по большей части у малых стран отсутствуют уникальные национальные фокусы, вместо этого страны имеют стандартное, универсальное дерево фокусов.
В зависимости от выбора игрока страна может прийти к определённой идеологии: демократии, коммунизму, фашизму или так называемому нейтралитету, который представляет собой единую идеологию для монархизма, деспотизма, патернализма, анархизма и многих других форм правления. В сценарии 1939 года у стран уже есть ряд выполненных фокусов, в том числе политических, что зачастую исключает возможность смены политического ландшафта и идеологии.
Исходя из выбранной идеологии страна сможет действовать по-разному. Например, «нейтральные» страны могут обосновывать цели войны — без которых войну невозможно объявить, исключительно по уникальным фокусам — только при определённом уровне мировой напряжённости. Демократическим странам также нужен определённый уровень мировой напряжённости, однако в отличие от «нейтрального» демократическое государство не может обосновать цель войны против государства с такой же идеологией или не создавшего мировой напряжённости. У стран с фашистской или коммунистической идеологией ограничений в принципе нет или они незначительны.
Любые ограничения вне зависимости от идеологии могут быть изменены с помощью национальных духов. Например, выполнив фокус «Мир во всём мире», коммунистическая или фашистская Турция получит национальный дух «Кемалистский нейтралитет», что значительно усложнит стране обоснование войны и вступление в альянс, до тех пор пока она не вступит в любой альянс с помощью национального фокуса и этот национальный дух не будет удалён, как бессмысленный.

## Дополнения и модификации

### Дополнения
Poland: United and Ready — первое и бесплатное мини-DLC в издании Cadet Edition и Colonel Edition. Добавляет новое уникальное древо фокусов Польши, а также новые польские войска и технику. Мини-дополнение вышло 6 июня 2016 года.
Together for Victory — первое крупное DLC, анонсированное 1 ноября 2016 года. В дополнении представлены уникальные деревья фокусов стран Британского Содружества: Канады, Австралии, Новой Зеландии, Южно-Африканского Союза и Британской Индии. Также добавлены новые системы автономии, марионеточных режимов и обмена технологиями между членами Британского Содружества. Дополнение вышло 15 декабря 2016 года. С 21 марта 2024 года включено в стандартное издание игры.
Death or Dishonor — второе крупное DLC, анонсированное 26 апреля 2017 года. Дополнение добавляет новые уникальные деревья фокусов стран Центральной и Юго-Восточной Европы: Венгрии, Югославии, Румынии и Чехословакии. Также добавляет новую систему нацистских марионеток — рейхскомиссариат, дипломатические взаимодействия и лицензирование военной техники. Дополнение вышло 15 июня 2017 года. С 21 марта 2024 года включено в стандартное издание игры.
Waking the Tiger — третье крупное DLC, анонсированное 15 ноября 2017 года. В игру добавляются уникальные деревья фокусов для стран Восточной Азии: Китайской Республики, Коммунистического Китая и Маньчжоу-го, а также общее дерево фокусов для различных китайских клик (Юньнань, Гуансийская клика, Сибэй сань Ма, Шаньси и Синьцзян), новые альтернативные ветки фокусов Японии и Германии, новые системы командиров армии, решения и миссии для многих стран и пограничные конфликты. Дополнение вышло 8 марта 2018 года. С 21 марта 2024 года включено в стандартное издание игры.
Man the Guns — четвёртое крупное DLC, анонсированное 19 мая 2018 года. В дополнении были переработаны морские сражения, а также изменены национальные фокусы для некоторых демократических стран, в том числе США и Великобритании, вместе с добавлением новых деревьев уникальных фокусов для Мексики и Нидерландов, новые системы адмиралов, флота, морских боёв и высадок и правительств в изгнании. Добавлены новые музыкальные темы и модели для войск. Дополнение вышло 28 февраля 2019 года.
La Résistance — пятое крупное DLC, анонсированное 19 октября 2019 года. В игре появляются: функция шпионажа, переработанные механики оккупации и сопротивления, а также изменённые национальные фокусы для Франции (включая новые деревья фокусов для Вишистской и Свободной Франции) и новые уникальные деревья фокусов для Португалии и участников Гражданской войны в Испании (фалангистов, франкистов, карлистов, республиканцев, коммунистов и анархистов). Дополнение вышло 25 февраля 2020 года.
Battle for the Bosporus — второе мини-DLC, анонсированное 23 сентября 2020 года. В игру были добавлены новые деревья национальных фокусов для Турции, Греции и Болгарии. Для владельцев дополнения Death or Dishonor были переработаны и изменены национальные фокусы для Югославии и Румынии. Дополнение вышло 15 октября 2020 года.
No Step Back — шестое крупное DLC, анонсированное 21 мая 2021 года и посвящённое восточному фронту. В дополнении были переработаны механики танкостроения и логистики, а также введены железнодорожные транспорт и орудия. Помимо этого, изменениям подверглись механики офицерского корпуса и исследования военных доктрин. Были переработаны ветки фокусов для Советского Союза и Польши и добавлены новые — для Эстонии, Латвии и Литвы. Дополнение вышло 23 ноября 2021 года.
By Blood Alone — седьмое крупное DLC, анонсированное 7 июня 2022 года. В игре подверглись изменению мирные конференции, изменено авиастроение. Были переработаны национальные фокусы для Италии и добавлены новые для Эфиопии и Швейцарии, были добавлены выделяемые из состава Эфиопии страны и добавлено новое государство — Султанат Аусса. Дополнение вышло 27 сентября 2022 года.
Arms Against Tyranny — восьмое крупное DLC, анонсированное 7 июня 2023 года. В игре подвергли изменению ВПО, добавили возможность продавать оружие, а также переработали конструктор дивизий. Были добавлены национальные фокусы для Дании, Финляндии, Исландии, Швеции и Норвегии. Сама Исландия была выделена как «марионетка» Дании. Для владельцев дополнения Waking the Tiger было переработано древо фокусов Германии. Дополнение вышло 10 октября 2023 года.
Trial of Allegiance — третье мини-DLC, анонсированное 25 января 2024 года. Были добавлены национальные фокусы для Бразилии, Аргентины, Чили, Парагвая и Уругвая. Для владельцев дополнения Together for Victory было переработано древо фокусов Канады. Дополнение вышло 7 марта 2024 года.
Götterdämmerung — девятое крупное DLC, анонсированное 3 октября 2024 года. Переработаны национальные фокусы для Германии и Венгрии, а также добавлены новые — для Австрии, Бельгии и Конго. Была выполнена переработка механики ядерного оружия и добавлены особые научные проекты. Дополнение вышло 14 ноября 2024 года.
Graveyard of Empires — четвёртое мини-DLC, анонсированное 3 октября 2024 года. Переработаны национальные фокусы для Британской Индии, а также добавлены новые — для Ирана, Ирака и Афганистана. Дополнение вышло 4 марта 2025 года.

### Пользовательские модификации
Создавать модификации в Hearts of Iron IV стало намного проще, чем в предыдущих частях игры. Продюсер игры Дэн Линд заявил, что 64 % игроков используют пользовательские дополнения. Некоторые из них стали настолько популярны, что заработали внимание со стороны игровых СМИ:
- Kaiserreich: Legacy of the Weltkrieg — представляет мир, в котором Центральные державы одержали победу в Первой мировой войне, а в Гражданской войне в России победила Белая армия.
- Old World Blues — переносит действие игры во вселенную Fallout[15][16].
- The New Order: Last Days of Europe — представляет мир, в котором страны «оси» победили во Второй мировой войне[17].
- Cold War: Iron Curtain — переносит действие игры во времена Холодной войны[18].
- African Dawn — удалённая разработчиками игры пропагандистская модификация, связанная с российскими спецслужбами, организацией «Африканская инициатива», фокусирующаяся на западе Африки на момент военного переворота в Буркина-Фасо[19].

## Цензура

### Цензура в Германии
В соответствии с параграфом 86а УК ФРГ «Использование опознавательных знаков антиконституционных организаций», в немецкой версии игры удалены все символики, связанные с нацистскими организациями, а портреты известных нацистских деятелей сильно затемнены.

### Запрет в Китае
С 1 ноября 2017 года игра стала недоступна для покупки на территории Китая, так как она не соответствует местному законодательству.

## Восприятие
| Сводный рейтинг       | Сводный рейтинг |
| Агрегатор             | Оценка          |
| --------------------- | --------------- |
| GameRankings          | 80,23 %         |
| Metacritic            | 83/100          |
| «Критиканство»        | 85/100          |
| Иноязычные издания    |                 |
| Издание               | Оценка          |
| GameSpot              | 8/10            |
| GameStar              | 81/100          |
| IGN                   | 9/10            |
| PC Gamer (US)         | 88/100          |
| Polygon               | 8/10            |
| Русскоязычные издания |                 |
| Издание               | Оценка          |
| Riot Pixels           | 88 %            |
| StopGame.ru           | «Похвально»     |
| «Игромания»           | 9,0/10          |
| «НИМ»                 | 7,7/10          |

Согласно агрегатору рецензий Metacritic, игра получила «в основном положительные отзывы» от критиков. Дэниэл Старки из GameSpot считает, что «единственным слабым местом Hearts of Iron IV является обучение», так как оно плохо подготавливает новых игроков к игре, хотя и более дружелюбно к новичкам по сравнению с прошлыми играми серии.
Игра получила положительные отзывы и от русскоязычных критиков. Так, Павел Ушаков из Riot Pixels пишет, что «Четвёртая часть Hearts of Iron лучше третьей», хотя «многие вещи ещё требуют настройки». Он также отметил, что ИИ может действовать без помощи множеств «костыльных» скриптов, в отличие от прошлых частей серии. Александр Бурсов из StopGame.ru, сравнивая игровой процесс HoI IV с Dark Souls, пишет о том, что игрок испытывает одинаково сильное чувство радости от побед в обоих играх, при этом он критикует «Сердца» за высокий порог вхождения и неудобный интерфейс. Евгений Баранов из «Игромании» отмечает те же проблемы интерфейса и сложности игры для новичков, а также обновление многих аспектов игры. Андрей Алаев из «Навигатора игрового мира» посвятил заметную часть своей рецензии ИИ планированию фронтов. Он пишет о том, что эта система работает только в случаях, когда у игрока есть заметное преимущество над противником, а во всех других не справляется, из-за чего приходится заниматься микроменеджментом.
Летом 2018 года, благодаря уязвимости в защите Steam Web API, стало известно, что точное количество пользователей сервиса Steam, которые играли в игру хотя бы один раз, составляет 1 352 834 человека.